# Léa Fehner
Léa Fehner (* 15. Oktober 1981 in Toulouse) ist eine französische Drehbuchautorin und Filmregisseurin.

## Leben
Léa Fehner wurde 1981 in Toulouse geboren. Ihre Eltern betrieben ein Wandertheater. Nach ihrem Filmstudium am Ciné-Sup in Nantes und einem Aufenthalt an der Hochschule für Film- und Theaterwissenschaften am Institut für Darstellende Künste in Brüssel (INSAS) studierte sie ab 2002 Drehbuch an der Fémis und schloss ihr Studium 2006 mit Auszeichnung ab.
Während ihres Studiums absolvierte sie zwei Auslandspraktika, eines am Filmzentrum von Bamako, das andere in Kambodscha bei dem Regisseur Rithy Panh, und war am Drehbuch für Paul Saintillans Kurzfilm Conflit de canards aus dem Jahr 2004 beteiligt, in dem sich zwei Rumänen in Frankreich in einem Zug wiedertreffen, der eine mittlerweile Kontrolleur und bestens integriert, der andere ein Träumer ohne Fahrschein.
In ihrem Spielfilmdebüt Erst einer, dann alle mit Reda Kateb und Pauline Étienne in den Hauptrollen zeigt sie drei Schicksale, die im Besuchsraum eines Gefängnisses spielen. Für das Drehbuch zu diesem Film recherchierte Fehner im Gefängnis Fleury-Mérogis bei Paris. Ihr zweiter Film Les ogres kam im März 2016 in die französischen Kinos. In dem Werk, in dem neben Adèle Haenel auch Fehners Eltern François und Inès und ihr Sohn zu sehen sind, erzählt die Regisseurin die Geschichte eines Wandertheaters. Hiernach war sie an der Adaption von Catherine Poulains Roman für Dinara Drukarovas Film Grand marin beteiligt, der im September 2022 beim San Sebastián Film Festival erstmals gezeigt wurde. Ihre dritte Regiearbeit bei einem Spielfilm Die Zukunft in unseren Händen mit Khadija Kouyaté, Héloïse Janjaud, Myriem Akheddiou und Quentin Vernede in den Hauptrollen, feierte im Februar 2023 bei der Berlinale Premiere und wurde hier mit dem Preis der Ökumenischen Jury in der Sektion Panorama ausgezeichnet. Die Fernsehproduktion zeigt die Auswüchse eines völlig unterfinanzierten Gesundheitssystems und die Herausforderungen des Berufs der Hebamme.

## Filmografie
- 2004: Conflit de canards (Kurzfilm, Drehbuch)
- 2007: Sauf le silence (Kurzfilm, Regie und Drehbuch)
- 2009: Erst einer, dann alle (Qu'un seul tienne et les autres suivront, Regie und Drehbuch)
- 2016: Les ogres (Regie und Drehbuch)
- 2022: Grand marin (Drehbuch)
- 2023: Die Zukunft in unseren Händen (Sages-femmes)

## Auszeichnungen
César
- 2010: Nominierung als Bestes Erstlingswerk (Erst einer, dann alle)

Internationale Filmfestspiele Berlin
- 2023: Auszeichnung mit dem Preis der Ökumenischen Jury in der Sektion Panorama (Die Zukunft in unseren Händen)

Louis-Delluc-Preis
- 2009: Auszeichnung als Bestes Erstlingswerk (Erst einer, dann alle)